# Cymodoce excavans
Cymodoce excavans är en kräftdjursart som beskrevs av Barnard 1920. Cymodoce excavans ingår i släktet Cymodoce och familjen klotkräftor. Inga underarter finns listade i Catalogue of Life.